# Makay István (tanár)
Makay István, névváltozat: Makai (Gyoma (Békés megye), 1870. május 7. – Budapest, Józsefváros, 1919. június 19.) református főgimnáziumi tanár.

## Élete
Makay Sándor református tanító és Marjai Julianna fia. A gimnáziumot Karcagon, Debrecenben, Mezőtúron és Szászvároson végezte 1889 júniusával; a kolozsvári egyetem hallgatója volt 1889-1893-ig a mennyiségtan-természettani szakcsoportban. 1893-ban középiskolai tanári oklevelet szerzett; azon év szeptemberében a hajdúböszörményi református hat osztályú gimnáziumhoz választatott meg tanárnak, ahol 1895 december végeig működött. 1894 októbertől rövid ideig a nagyszebeni tüzérhadosztálynál szolgált mint önkéntes. 1895 novemberében a vallás- és közoktatásügy minisztérium a pápai református főgimnáziumhoz nevezte ki a természettani tanszékre, ahol 1896. január 1-től működött. Budapesten hunyt el. Felesége Nagy Erzsébet volt.
Cikkei a Magyar Nemzetben (1891. 60-93. sz. A rangsor); az Országos középiskolai Tanáregylet Közlönyében (XXXI. 1896-97. A fizikai oktatás revisiója, XXXII. Physikai és csillagászati földrajz a revisionalis tantervjavaslatban, A középiskolai tanárképzés, XXXIV. Dr. Gerevich Emil indítványa, XXXV. Igazgatók és tanárok mint érettségi kormányképviselők); a pápai ev. ref. főgymnasium Értesítőjében (1897. Az erély megmaradásának elve a természettanban.).

## Munkái
- Fizika és fizikai földrajz. A gymnasium III. osztálya számára. Budapest, 1897. (2. kiadás. Uo. 1901. 251 szövegábrával.)
- A chemia rendszere. Pápa, 1898. (2. kiadás. Uo. 1899.)
- Gömbcsillagászattan. Uo. 1898.
- Repülőgépen a holdba. Csillagászati regény. Mühlbeck Károly rajzaival. Budapest, 1899. (Ism. M. Kritika II. évf. 6. szám.)
- Fizika a középiskolák számára. Uo. 1900.
- A fényabsorptio tüneményének kisérleti megvizsgálása folyadékokban a concentrálási fok változásával. Doctori értekezés. Pápa, 1900.
- Geotomus, geofizikai regény.
- A fizika elemei. A reál, felső leány, polgári fiú és leányiskolák, tanító- és tanítónőképezdék számára.
- Fizikai és mathematikai földrajz, reál, felsőbb leány-, polgári fiú- és leányiskolák, tanító- és tanítónőképezdék számára.
- Elemi fizika, az elemi iskolák számára.